# Yazidisme
El yazidisme o iazidisme o Sharfadin és una religió monoteista sincrètica practicada per alguns kurds, que barreja antigues tradicions mitològiques regionals amb el mitraisme, el zoroastrisme, el cristianisme i l'islam. És un corrent minoritari; les altres branques, alevisme i yarsanisme, es diferencien del yazidisme perquè no practiquen la taqiyya (dissimular la fe quan està en joc la pròpia vida). El centre de culte principal és Lalish, al nord-est de Mossul, on hi ha el mausoleu del xeic Adí ibn Mussàfir, figura preeminent d'aquesta religió i venerat com a sant. Actualment els seus practicants (anomenats yazidites, yazidís, o ezidís) serien entre 900.000 i 300.000, segons les fonts, i són presents principalment al nord de l'Iraq, Síria i sud-est de Turquia, amb comunitats al Caucas, i amb una diàspora cada cop més important a Europa. Els yazidites creuen en Déu com a creador del món, el qual va posar-lo sota la custòdia de set Éssers Sants (o àngels) dirigits per Taüs Melek, l'«àngel paó». També creuen en la metempsicosi i la reencarnació. Els seus llibres sagrats són el Kitêba Cilwe (Llibre de la revelació) i el Mişefa Reş (Escriptura negra).
Com que és una religió estrictament endogàmica i amb poques fonts escrites consultables, ha estat molt poc coneguda fins als anys 1990. Hi han hagut llegendes i males interpretacions, portades a Europa pels primers exploradors europeus. La més estesa és l'acusació de ser "adoradors del dimoni", cosa que ha provocat, per part de l'islam, moltes persecucions i matances.

## Denominació
L'origen del nom és confús: sembla que pot provenir de l'antic persa yazatà (‘ésser diví’). Aquest mot, en persa mitjà esdevé yazad o yazd i en kurd, yezid o yezdan. Diversos erudits, però, mantenen que el mot vindria més aviat del nom del califa omeia Yazid I, una figura divinitzada en aquesta religió. D'altra banda, excepte en algunes zones on s'autoanomenen dasinís, els seus practicants es descriuen a ells mateixos com ezidís (kurd: ئێزیدی, êzidî o êzdî), mot que deriva d'Ezi, ‘divinitat’, en kurd.

## Història
Va començar fa més de 6.700 anys, per tant pot ser la religió més antiga del món (l'any zero és el 4750 aC). L'origen del yazidisme sembla un llarg i complex procés de sincretisme provinent de creences de l'antiga Mesopotàmia, enriquides pel contacte de les següents religions com el zoroastrisme, el judaisme, el mitraisme, el cristianisme, i l'islam. D'aquesta darrera prové el fet que veneressin els omeies, i en especial Yazid ibn Muàwiya, considerat com una encarnació de la divinitat.

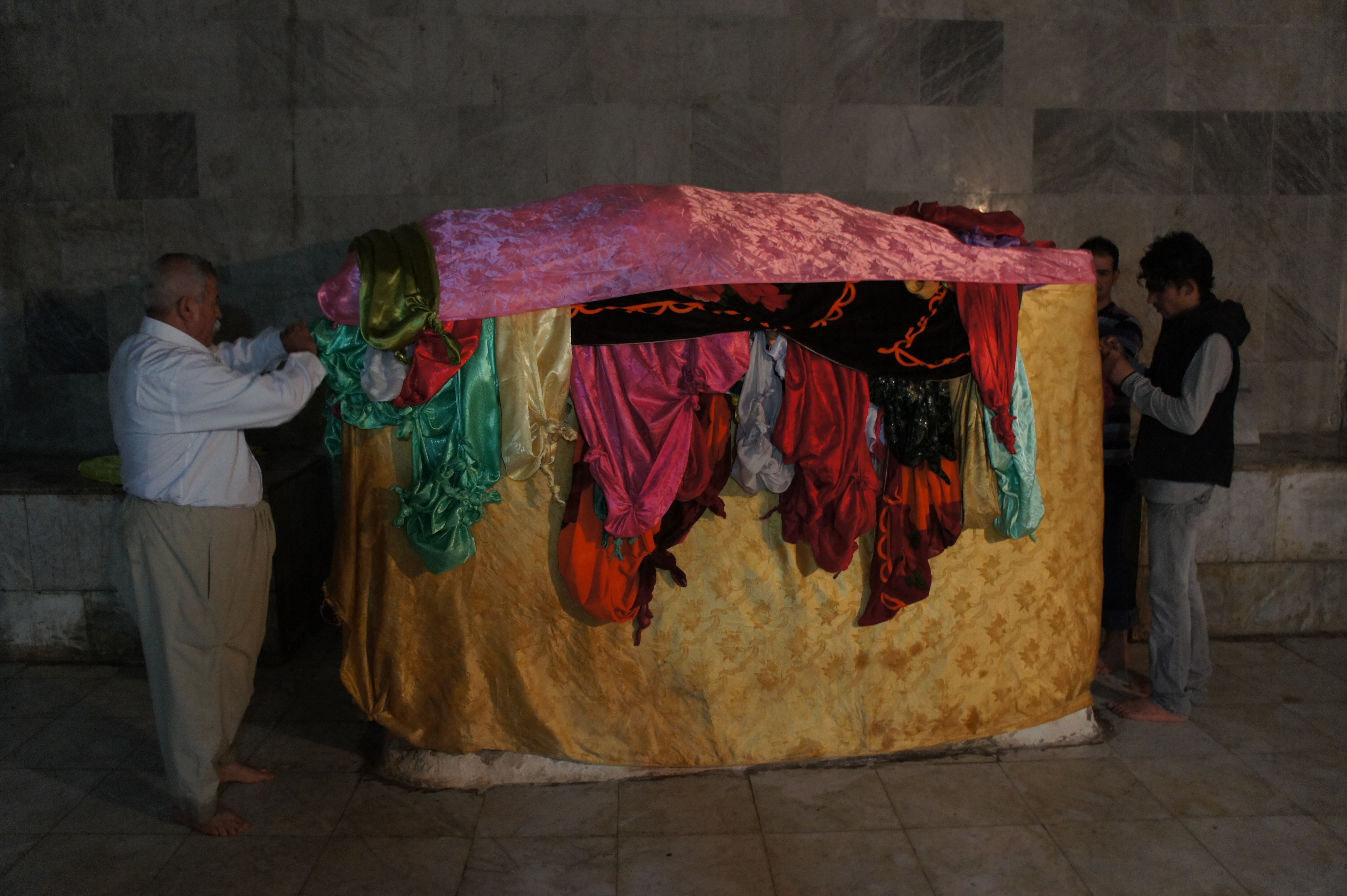
Tomba del xeic Adí

Al segle xii, un sufí àrab, Adí ibn Mussàfir o xeic Adí, es va establir a la vall de Lalish, al Kurdistan, on es va trobar amb aquesta població i les seves creences ancestrals. Adí va fundar-hi una tariqa, l'adawiyya, i va recodificar diversos costums dels autòctons. Aquests van adherir-se a les seves ensenyances, i el van considerar també com una reencarnació de la divinitat, venerant-lo des d'aleshores com un sant. El yazidisme actual és, doncs, una barreja d'aquelles antigues pràctiques amb el sufisme de l'adawiyya.
Durant el període de la dominació mongola i seljúcida, la religió es va expandir ràpidament. Després de només dues generacions, la comunitat dirigida per Hàssan ibn Adí havia crescut prou com per entrar en conflicte obert amb l'atabeg de Mossul, el qual va fer matar Hàssan el 1246. Pel que sembla, l'odi dels musulmans més ortodoxos envers la comunitat ja va començar en aquesta època, considerant que es venerava massa el xeic Adí i Yazid (l'islam ortodox no aprova cap mena de veneració excepte envers Déu).
Al segle xiv un nombre important de tribus de la Turquia oriental van abraçar les creences yazidites, inclòs els emirs d'Al-Jazira. Els líders musulmans van començar a percebre el moviment com una amenaça greu i van atacar-lo militarment; el 1414 va tenir lloc una batalla durant la qual es va destruir la tomba del xeic Adí. Després de la Batalla de Txaldiran (1514), però, la influència del yazidisme es va enfortir; els otomans van nomenar un dels seus adeptes "emir dels kurds" i, a la dècada del 1530, emirs yazidites dominaven la província de Soran. Però amb el pas del temps, el seu poder va anar disminuint a causa de les conversions forçades a l'islam i de les persecucions religioses cada cop més nombroses. Tot i així, es va establir una dinastia de mirs (emirs) que a la fi de l'Imperi Otomà encara gaudia d'una forta influència a alguns territoris.
Al segle xix, les persecucions es van accentuar arran de les reformes Tanzimat (1839-1876), que van exacerbar l'ambient d'intolerància religiosa fins a culminar amb les matances a gran escala de les minories cristianes. Els yazidites van ser intensament perseguits, sobretot per certs líders tribals kurds sunnites, com ara Mohammed Beg de Rowanduz (1832) i Bedir Khan Beg (1840), així com per funcionaris otomans, com Omar Wahbi Paixà (1893). Tot això va provocar la solidaritat entre aquestes minories perseguides; per exemple, els yazidites de Sinjar van protegir armenis durant el genocidi de 1915-1916.
A causa d'aquesta situació, durant el segle xix i començament del segle xx, molts yazidites van fugir cap a Geòrgia i Armènia. A la segona meitat del segle xx, la major part dels que vivien a Turquia van fugir cap a Alemanya, i la dècada del 1990, molts intel·lectuals iraquians iazidites també hi van anar, i van organitzar la diàspora. A la mateixa època, una part dels yazidites iraquians va donar suport a la lluita dels kurds; a la revolució de 1991 es va poder veure algun grup yazidita amb una bandera amb els colors kurds: vermell, groc, i verd (horitzontal, de dalt a baix). Però en general, després es van considerar no només un grup religiós, sinó un grup ètnic separat dels kurds. Com uns altres pobles del Kurdistan, els yazidites, van prendre una bandera nacional, vermella i blanca vertical amb un gran sol de 24 rajos (12 llargs i 12 més curts, alternativament) al centre. El vermell representa la sang dels màrtirs; el blanc la pau i la igualtat, i el groc la font de la vida i la llum del poble.

## Característiques religioses
Les dues característiques clau i interrelacionades del yazidisme contemporani són la preocupació per l'ortopraxi i la creença en la metempsicosi. Per tal de respectar escrupolosament les normes que regeixen tots els aspectes de la vida, la pràctica hi és més important que l'estudi de les escriptures, el dogma o la professió de fe personal. Aquesta pràctica s'expressa per un sistema de castes, estrictes lleis alimentàries, la preferència tradicional de viure exclusivament entre yazidites, i l'observació d'uns quants tabús. La creença en la metempsicosi és crucial: els yazidites creuen que els set Éssers Sants es reencarnen periòdicament en forma humana (kassa, concepte similar al dels avatars hindús); això no només reforça el sistema de castes (perquè els membres de les castes religioses dominants serien els descendents de les més recents manifestacions dels Éssers Sants i del xeic Adí i els seus companys), sinó que afavoreix el sincretisme quan s'afirma que figures d'altres tradicions eren manifestacions primerenques de kasses.

### Creences

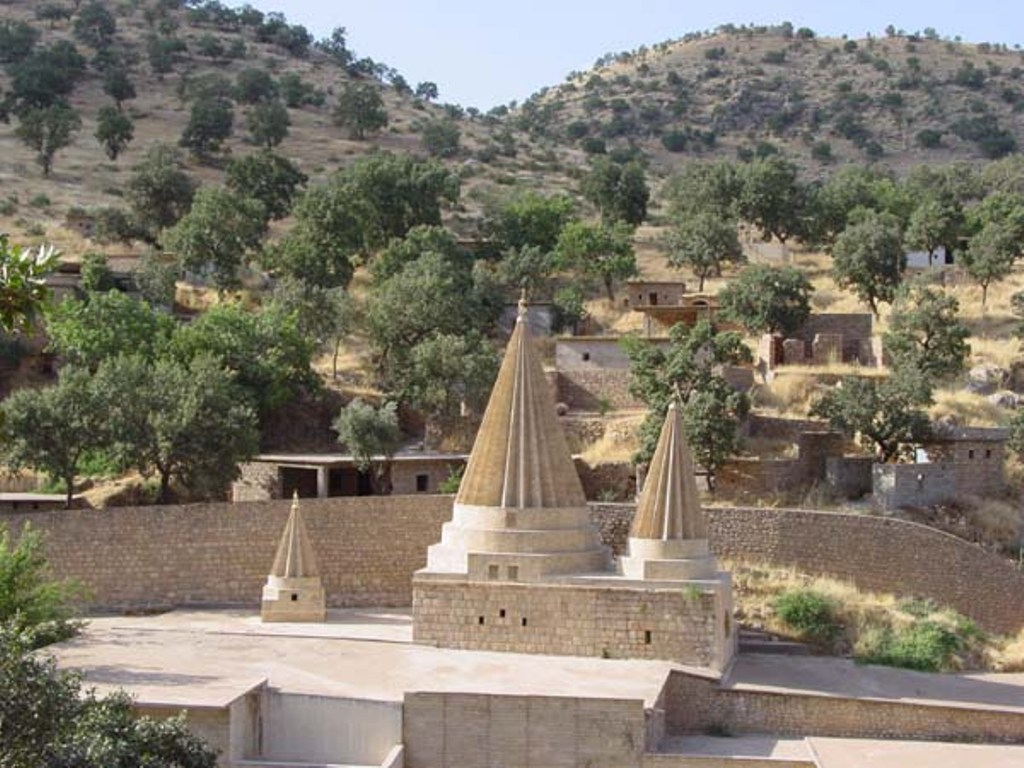
Vista del complex de Lalish

El yazidisme és una religió monoteista i, segons els seus practicants, eminentment no dualista. S'hi explica que Déu, únic, etern, i intangible, va crear el món, però que després va confiar-ne el desenvolupament exclusiu a set Éssers Divins (els Grans Àngels o heft sirr, 'Set Misteris'), el més important dels quals és Taüs Melek ('Àngel Paó'). Aquests éssers són emanacions del Déu únic i no pas criatures separades d'ell. Igualment, es considera que el mal no s'oposa a Déu sinó que prové únicament de l'ésser humà, el qual té la llibertat d'evitar-lo o no.
El món, doncs, va ser creat per Déu en forma d'una perla blanca i va romandre concentrat i estàtic durant 40.000 anys. Després d'això, va esclatar i va començar a desenvolupar-se vers la matèria. És durant aquest procés que van anar apareixent els set àngels que, sota la direcció de Taüs Melek, es van ocupar de l'evolució i van crear Adam. Des d'aleshores, l'Àngel Paó segueix tenint cura de la humanitat.
Per als yazidites, els set Grans Àngels corresponen als set dies de la creació i als set colors de l'arc de sant Martí, i tenen uns quants noms segons les fonts, que semblen confuses. Aquests àngels s'han anat encarnant en uns quants homes. Així, el xeic Adí seria el darrer kassa del mateix Taüs Melek i el seu Company, el xeic Hàssan, i un grup conegut com els "Quatre Misteris" (els noms dels quals també varien segons les fonts), correspondrien als kasses recents dels altres àngels.
Els yazidites també creuen en la reencarnació de les ànimes menors i, com en el yarsanisme, utilitzen la metàfora "canviar de camisa" (kirās gehorrin) per a descriure el procés, procés que permet que les ànimes millorin de vida en vida.

### Pràctiques
La transmissió ésbàsicament oral, i l'idioma utilitzat és principalment el kurmanji (dialecte kurd del nord). Els seus practicants es consideren els descendents d'Adam, però no d'Eva (d'on haurien eixit la resta de pobles i religions), cosa que justifica llur comportament tancat sobre ell mateix ("Hom no es converteix al yazidisme, es neix yazidita"). Practiquen el bateig, la circumcisió, i unes altres pràctiques properes a l'islam com el dejuni, pregar cinc cops al dia, i fer un pelegrinatge.
Els yazidites tenen una organització social complexa: estan dividits en clans i tribus, però, sobretot, segons un sistema de castes amb funcions socials sancionades religiosament. Aquestes castes són endogàmiques: està prohibit casar-se entre membres de castes diferents, i encara menys amb estrangers. Si es transgredeixen aquestes prohibicions, hom és exclòs de la comunitat. Aquest càstig és considerat com a terrible, perquè és la fi de la reencarnació, i que l'ànima no es podrà millorar més.
Aquest antic sistema de castes va ser revisat pel xeic Adí, que en va establir les regles actuals. Les tres castes principals són les dels xeics, els pirs, i els mirids. Les dues primeres són de caràcter sacerdotal, mentre que la tercera engloba la resta de la comunitat. Els membres de la casta dels xeics serien els descendents dels companys del xeic Adí; i es poden identificar per l'origen àrab dels epònims tribals. Els pirs, d'acord amb els epònims dels seus clans, són d'origen kurd; i provindrien dels primers seguidors locals d'Adí. A més d'això, hi ha una sèrie de càrrecs polítics i religiosos que depenen de la pertinença a una casta, però les seves funcions promouen l'intercanvi i la interrelació entre ells. Al cim de la jerarquia hi ha el príncep o mir (emir); després hi ha el xeic Baba, equivalent yazidita del "Papa"; i per sota hi ha les classes sacerdotals compostes pels faquirs, els qewels, i kotxeks.
El ritual més important és el pelegrinatge anual de sis dies de durada a la tomba del xeic Adí a Lalish, al nord de Mossul. Aquest mausoleu conté santuaris dedicats als diversos kasses, i dos rierols sagrats que es diuen Zamzam i Kaniya Sipi (el rierol blanc). Un yazidita ha d'anar a Lalish almenys una vegada a la vida i aquells que habiten la regió procuren anar-hi un cop l'any, especialment durant el Festival de l'assemblea, que es fa cada tardor. Durant aquest festival, els yazidites es banyen al riu, renten figures de Taüs Melek, i encenen una multitud de llums sobre les tombes del xeic Adí i d'uns altres sants. També se sacrifica un bou, que simbolitza l'arribada de la tardor, i serveix per a implorar pluja durant l'hivern, de manera que a la primavera següent la vida reneixi. L'any nou se celebra a la primavera, amb uns rituals festius on no hi manquen els ous decorats.

### Escriptures
Malgrat ser una religió pràctica i oral, el yazidisme té uns quants texts sagrats. Els més importants són el Kitêba Cilwe (Llibre de la revelació, en àrab Kitab al-Jilwà) i el Mişefa Reş (Escriptura negra, en àrab Maixaf Raix), però també hi ha els himnes als kasses (Qwels), poesia sagrada (Bayts), súpliques (Duas), i relats o històries (Chîrok). Aquestes obres són molt antigues, i van estar ocultes, o fins i tot algunes d'elles sense escriure fins al començament del segle xx.
El Mişefa Reş (el nom del qual provindria del mont Negre, on hauria estat escrit) explica la creació de l'univers i parla dels set Grans Àngels, de l'origen dels yazidites, i de les lleis que han de obeir. El Kitêba Cilwe seria un compendi de les ensenyances del xeic Adí.

## Els yazidites

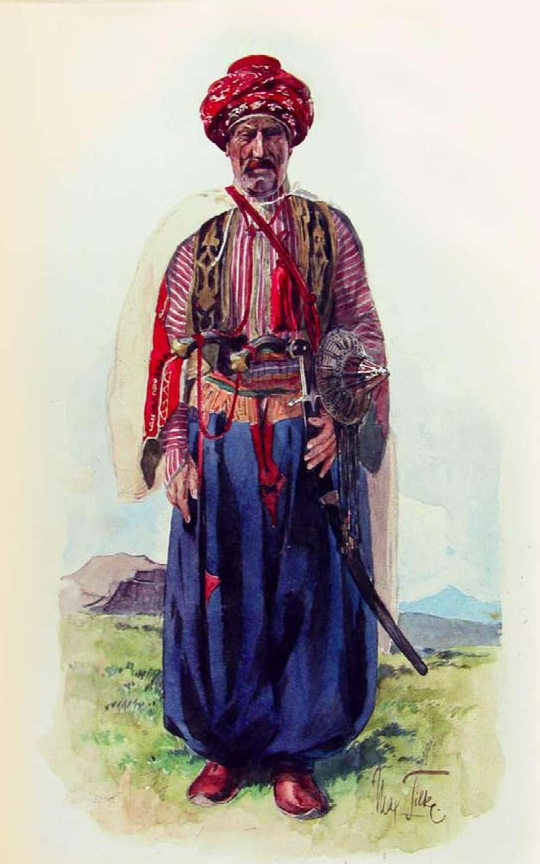
Yazidita amb vestimenta tradicional

Els yazidites són kurds que viuen a l'Iraq, a la regió de Mossul, amb algunes comunitats en regressió a Armènia, Geòrgia, Turquia, i Síria. El gruix dels yazidites viu a l'Iraq, i són uns 200.000. Les principals comunitats són a Xekhan, al nord-est de Mossul, i a Sinjar, a la frontera siriana a l'oest de Mossul. Aquestes dues comunitats s'han disputat la preeminència al segle xx (la de Sinjar és més conservadora). A Síria viuen a la comarca d'Al-Jazira i a les muntanyes Kurd-Dagh, i es creu que podrien ser uns deu o quinze mil sense comptar els yazidites refugiats de l'Iraq. A Turquia el 1982 ja només hi havia uns 30.000 yazidites, i el 2009 en quedaven menys de 500, perquè van emigrar gairebé tots a Europa (especialment a Alemanya); els que queden viuen a Tur Abdín. També estan en regressió les comunitats de Geòrgia (de 30.000 el 1980 a 5.000 el 2000) i Armènia (uns 40.000 actualment). A Rússia el cens del 2002 deia 31.273 yazidites, la major part procedents de Geòrgia i Armènia emigrats els darrers anys. A Alemanya es calcula que n'hi viuen 40.000, procedents la majoria de Turquia, i a Suècia uns 4.000. A uns altres països europeus hi ha comunitats d'uns centenars, i també als Estats Units, al Canadà, i a Austràlia, i en total serien uns 5.000. A tot el món es creu que són entre 300.000 i 900.000, segons les fonts.

### La qüestió de l'ètnia
Hi ha hagut alguns intents de definir la identitat ètnica dels yazidites com a diferent de la resta de kurds musulmans. El cas més espectacular és quan el govern baasista a l'Iraq els va declarar àrabs. De fet, a part d'alguns clans de parla àrab, les comunitats yazidites parlen kurmanji com a llengua materna; i les seves pràctiques culturals són totalment kurdes. Així, la majoria es consideren kurds i, a l'Iraq, el govern a la regió autònoma kurda així ho estipula. Al Caucas, però (especialment a Armènia), ser "kurd" s'associa amb la pràctica de l'islam, per això molts yazidites van afirmar pertànyer a una ètnia a part per a emfasitzar que eren d'una altra religió. La politització dels kurds a Turquia i la influència del PKK han fet que molts d'aquests yazidites s'hagin redefinit a ells mateixos com a kurds. A la diàspora, l'ètnia no es discuteix, però sí l'origen de la religió: el yazidisme és considerat com la "fe kurda original", una visió que distingeix els kurds dels àrabs i dels turcs. De vegades també es creu erròniament que és una forma de zoroastrisme o un "culte dels àngels". Al Caucas, es creu que és d'origen babilònic. Aquestes interpretacions diferents estan unides a les expressions d'identitat i als climes polítics imperants.

### Persecucions
Sobretot pel que fa als musulmans, el rol de demiürg de la divinitat principal d'aquesta religió, Taüs Melek, ha estat sovint assimilat amb el de Llucifer o Satanàs. Segons la mateixa mitologia yazidita, aquesta confusió es presta efectivament, però l'Àngel Paó s'hi presenta com un ésser bo que obeeix la voluntat expressada per Déu, i no pas algú que el vol contradir o desafiar; a més, els yazidites consideren que el mal no existeix (no tenen cap mot equivalent a "dimoni" o "diable"), sinó que depèn només del comportament humà.
Basant-se en aquesta comprensió satànica del yazidisme, a més del fet de no considerar els seus practicants com a "gent del Llibre" i de no apreciar gens que venerin Yazid ibn Muàwiya, l'Islam els ha perseguit contínuament, fent matances i destruccions de pobles i indrets sants, fins al punt que, segons els mateixos yazidites, se n'han exterminat més de 20 milions.
Aquestes persecucions van ser pitjors molt sota l'Imperi Otomà, quan es deia que "si un musulmà mata un yazidita serà recompensat per 72 verges a l'altre món".

### Estat Islàmic
El 3 d'agost del 2014, dos mesos després d'haver ocupat la ciutat iraquiana de Mossul, l'Estat Islàmic (EI) va iniciar una ofensiva sobre Sinjar amb l'objectiu d'exterminar-ne la població yazidita. L'atac es va desencadenar a primera hora, i la població local que es trobava a primera línia va intentar defensar-se. En total, es calcula que l'EI hauria matat més de 3.000 yazidites i n'hauria segrestat uns 6.800. Desenes de milers van convertir-se en desplaçats.
La massacre va ser reconeguda l'any 2015 com a genocidi per les Organització de les Nacions Unides, malgrat que el sistema legal de l'Iraq no reconeix els crims de lesa humanitat, ni preveu mesures de restauració i reconciliació entre els actors.